# Chalet Royal
Chalet Royal was een hotel-restaurant aan het Wilhelminaplein in 's-Hertogenbosch. Het werd in 1937 gesticht door Cees van Gaalen (1900-1988), de eigenaar van restaurant Royal in de Visstraat. Van Gaalen wilde meer omzet realiseren en kocht de grote villa, die in 1906 door Eduard Cuypers in cottagestijl voor de industrieel Frans Rouppe van de Voort was gebouwd onder de naam Villa Illusio. Het pand werd onder leiding van architect Karel Bouman ingericht als hotel en restaurant en kreeg de naam Chalet Royal.
Het restaurant was een van de eerste in Nederland die een Michelinster kreeg: het werd tussen 1958 en 1976 met een ster in de Michelingids opgenomen, toen Harry van Engelen chef was. In 1977 ging de ster verloren. Na een hartaanval van chef-kok Van Engelen moest de pas 23-jarige Toine Hermsen als chef-kok optreden. Van 1998 tot de sluiting in 2011 had de zaak weer een ster.
De eigenaar van Chalet Royal was in 1967 ook een van de oprichters van de Alliance Gastronomique Néerlandaise.
Chalet Royal was een druk bezet restaurant waar vaak 120 tot 130 couverts werden geserveerd. Behalve de eetzaal waren er ook andere zalen waar gezelschappen gebruik van konden maken. In totaal waren er 420 zitplaatsen.

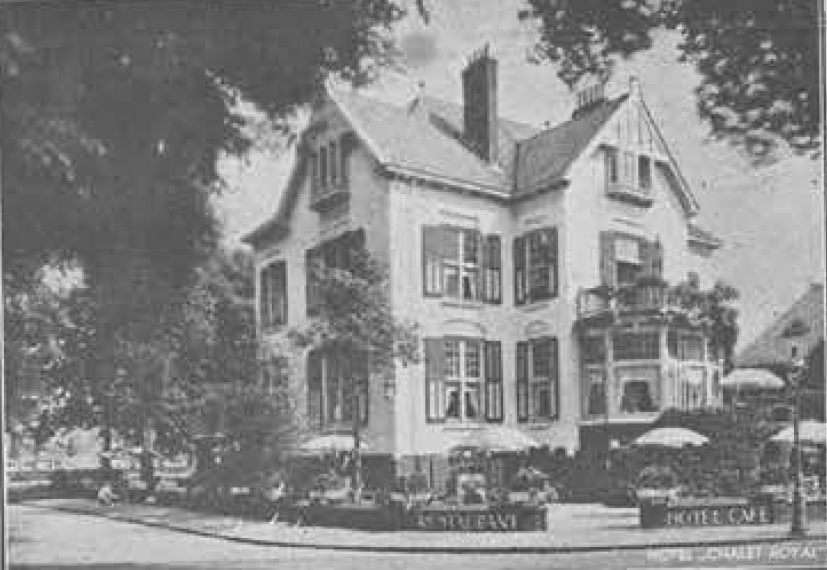
Chalet Royal, 1940

Cees van Gaalen maakte zijn gasten vertrouwd met ingrediënten die destijds in Brabant nog minder bekend waren, zoals
kreeft uit Zeeland, oesters, langoest, sintjakobsschelp, lamsvlees en verse ganzenlever die hij uit Frankrijk liet komen.
Een aantal bekend geworden koks heeft in de keukenbrigade van Chalet Royal gewerkt. Onder hen waren Cas Spijkers, Toine Hermsen, Peter Willems en François Geurds.
Chalet Royal werd in 1979 verkocht aan de cateraar Maison van den Boer en in 1983 na een ingrijpende verbouwing heropend. In 2011 werd de grote villa verkocht aan een viertal zakenlieden. De nieuwe eigenaren wilden de villa een andere bestemming geven. Gerrit Greveling, de exploitant en chef-kok van Chalet Royal, kon het grote pand (1500 m²), waarvan hij maar een klein deel gebruikte, niet kopen. Daarom werd het restaurant gesloten. De naam Chalet Royal bleef eigendom van Greveling.
De gemeente verbood verbouwing tot kantoor, met als motief de grote leegstand van kantoorruimte. Daarom werd er in de villa na verbouwing opnieuw een restaurant gevestigd, Noble geheten.